# 西湖大学
西湖大学是一所位於中华人民共和国浙江省杭州市西湖区的研究型大学。前身為浙江西湖高等研究院，由杭州市西湖教育基金会创办，浙江省教育厅统筹管理和指导。為一所由社会力量举办、国家支持的非营利性的新型研究型大學。西湖大学从举办研究生教育起步，适时开展本科生教育，全日制在校生规模不超过5000人。

目前云栖校区已建成理学院、工学院和生命科学学院三大学院，汇集了一批世界一流科学家。可容纳120个独立实验室，供2000位科研及辅助人员研究学习。2021年交付使用的云谷校园可容纳300个独立实验室和3000名博士生。2022年开始小规模本科生的培养。今后十年，学校将重点发展理学、医学、工学三个学科门类，推动跨学科交叉，深度创新。

## 历史

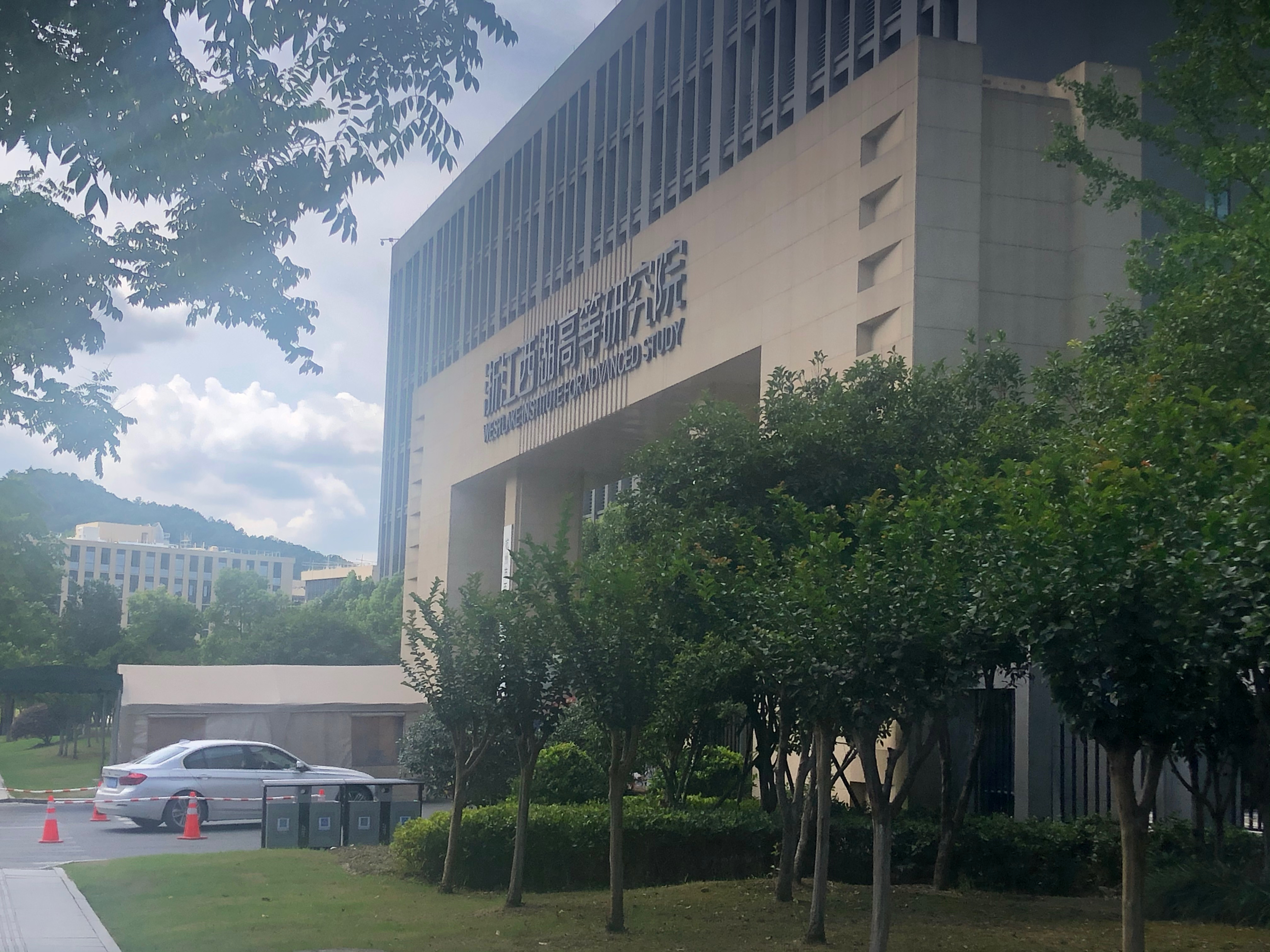
Westlake Institution for Advanced Study 2020

2015年3月11日，施一公、陈十一、潘建伟、饶毅、钱颖一、张辉、王坚七名学者，正式向国家提交《关于试点创建新型民办研究性的大学的建议》获得支持。2015年12月1日，浙江西湖高等研究院在杭州注册成立。 2016年12月10日，浙江西湖高等研究院成立大会在杭州举行，全国政协副主席韩启德、浙江省代省长车俊等众人出席大会。
浙江西湖高等研究院的创始捐赠人有王东辉、王健林、邓锋、葛航、黄昌华、马化腾等人。设有理学研究所、前沿技术研究所、基础医学研究所和生物学研究所共计四所科研机构，开展科学研究和博士生培养。
2017年3月19日，西湖高等研究院首批学术人才和教职员工入驻位于杭州云栖小镇约10万平米的园区，高研院园区正式启用。
2017年12月，施一公在第十届《浙商》年会上宣称，西湖大学5年后，教师科研水平比肩东京大学、清华大学、北京大学、香港科技大学等，成为亚洲一流，加入世界一流大学的团队；15年后，在各项指标上和加州理工相媲美，成为亚洲乃至世界范围内最好的大学之一。
2018年2月14日，西湖大学获教育部批准设立。校董会成员已经进入实质性提名和遴选阶段，在校长到任前，由西湖大学筹委会主任、筹办工作组组长、浙江西湖高等研究院院长施一公统筹负责大学日常管理事务。
2018年4月2日，教育部正式印发关于同意设立西湖大学的函。
2018年4月3日，西湖大学主校区云谷校区校园建设工程正式启动，云谷校区位于西湖区紫金港科技城云谷区块，一期用地面积约1495亩，其中首期建设用地635亩，首期校舍建筑面积约42.2万平米，预计2021年底建成。
2018年4月16日，召开创校校董会第一次会议。钱颖一当选校董会主席，杨振宁当选校董会名誉主席。施一公当选首任校长。
2018年8月24日，招收的120名2018级博士研究生入学，这是西湖大学二期学生，也是大学获得教育部正式批复以来招收的首届学生。
2018年10月20日，西湖大学正式宣告成立。
2018年11月5日，西湖大学、莱斯大学、纽约大学、南方科技大学等大学校长以及麻省理工学院、耶鲁大学等大学代表联合签署《2018西湖高等教育论坛联合宣言》（简称《联合宣言》）。
2018年11月16日，“西湖大学-博智林智能机器人联合研究院”在佛山顺德和杭州揭牌。
2021年8月，西湖大学申请的生物学、化学、电子科学与技术三个博士点均获得批准。
2021年10月23日，云谷校区一期和二期正式启用，云谷校区三期项目也正式开工。
2022年4月17日，第二届董事会召开第一次会议，董事会名誉主席继续由杨振宁担任，董事会主席继续由钱颖一担任，董事会副主席由牧原食品股份有限公司董事长秦英林担任。
2022年7月31日，首届本科生开学典礼举行。2022年面向浙江省进行创新班试点招生，学生经过初审、初试、高考、复试等多环节的考核，共招生60人，他们来自32所中学。西湖大学会为每位本科新生配备多名导师，并借鉴中国传统书院和世界名校的书院模式设立四大书院。
2023年11月6日，西湖大学与杭州市卫生健康委员会签订协议，合作共建西湖大学医学院附属杭州市第一人民医院。西湖大学启动创建医学院，中国科学院院士、免疫学家董晨担任首任院长，同时他也担任西湖大学医学院附属杭州市第一人民医院院长。该院将重点研究微生物学与疫苗、免疫学与炎症、生物学与代谢、肿瘤生物学与治疗、生物遗传与罕见病、药物研发、公共健康等领域。
2024年4月，与南方医科大学签订协议，推动临床医学八年制、博士研究生联合培养项目落地。
2025年6月，西湖大學建设工程三期全面完工，雲谷校區宣告建成。

## 概况

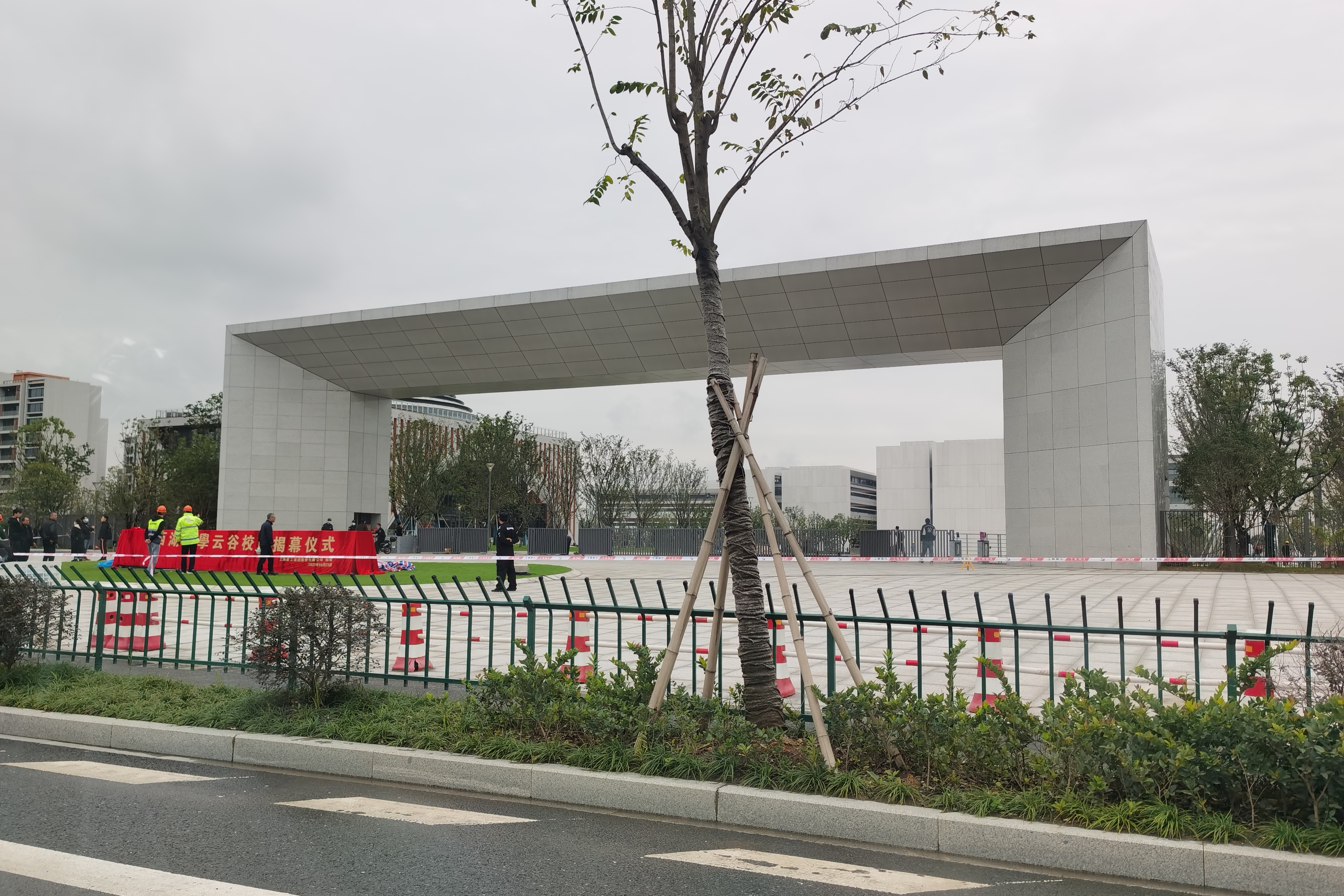
西湖大学（云谷）校门

### 校内建筑
云栖校区占地10万平米，共7幢楼。分别是生物学、基础医学、理学和前沿技术4个研究所，以及两幢学生公寓，行政楼被这些楼围在中间。公寓旁边还有一个小操场。
云谷校区总规划面积1495亩，2021年启用一期建设用地635亩和二期建设用地125亩，包括42座建筑、10座桥梁、室外运动场地等，总建筑面积45.7万平米。云谷校区是总占地面积17.17平方公里的西湖大学城（杭州云谷）的主要组成部分。采用以教学、科研为中心，生活、运动相围绕的“同心圆”布局，用一条环形水系和12座桥梁，实现自然环、学术环、生活环的有机融合。
- 学术环是西湖大学的核心，它由一个环形公共科研平台以及与其相连的四组院落组成，彼此通过“C形”连廊串联。
- 生命科学研究楼在学术环的西南侧，建筑面积约31150平米，能容纳47个独立实验室。
- 理学研究楼位于学术环南侧，与南校门正面相对，建筑面积约37159平米，可容纳89个独立实验室。
- 工学研究楼座落在学术环的东侧，建筑面积约50464平米，能容纳90个独立实验室。
- 学术会堂位于学术环的核心位置，是举办大型国际会议、学术活动、开学典礼及文艺演出之地。地上、地下各二层，有1200个观众席，建筑面积共10830.9平米，其中地上6955.1平米，地下3875.8平米。
- 学术交流中心，位于校区东南角，这座近百米高的椭圆形建筑设计灵感来自于DNA的双螺旋结构，乘电梯直达楼顶可俯瞰整个校园。地上建筑面积约18974.5平米，地下19360.1平米（与师生服务中心地下室连通，并统一设计），集会议、住宿、餐饮和服务于一体，主要用于举办国内外大中型会议、来访接待活动、学校典礼活动等，可供接待国内外贵宾、短期访问学者、公务出差人员使用。
- 餐厅的地上建筑面积约为1185平米，主要用于餐厅和便利店；地下室面积约为2160平米，用于教师餐厅和私人餐厅。
- 实验动物中心位于学术岛的西北侧，建筑面积约8204平米，地上三层，地下一层。
- 博士后公寓位于生活区西侧，共4幢484套。60平米的空间分隔为一室一厅一厨一卫一阳台，全朝南布置。
- 研究生公寓位于生活区北侧，有5幢楼，其中4幢地上10层，1幢地上12层，建筑面积32185平米，设1316间单人间，每2个房间共用一个客厅、阳台、卫生间，每层单独设置洗衣服务区。[26]

### 学院
- 学院：生命科学学院（含生物学和基础医学，首任院长于洪涛）、理学院（首任院长邓力）、工学院（首任院长杨阳）、医学院（首任院长董晨）
- 重点一级学科：理学、生命与健康、前沿技术
- 建设中一级学科：生物学、生物医学工程、药学、物理学、数学、化学、基础医学、计算机科学与技术、电子科学与技术、光学工程、材料科学与工程、机械工程、环境科学与工程[27]。

### 师资力量
西湖大学根据学科发展需求与建设进度安排，分阶段、按年度面向全球招聘顶尖科学家和优秀的青年学者。
截至2018年4月2日，已完成6次全球招聘，拟聘任学术人才58人，其中，前期入职的教师已有7人入选第十四批国家“千人计划”青年项目。至2019年10月已有104位一流科学家。
预计到2026年西湖大学的师资队伍（教授、副教授、助理教授）规模达到300人。

### 研究所

#### 生物学研究所
- 负责人：于洪涛
- 学科内容：生物学、生物医学工程、药学
- 3个重点实验室：结构生物学研究中心；多组学大数据研究中心；创新药物研发中心

#### 基础医学研究所
- 负责人：于洪涛
- 学科内容：生物学、神经生物学、遗传学

#### 理学研究所
- 负责人：邓力
- 学科内容：物理学、数学、化学

#### 前沿技术研究所
- 负责人：程建军
- 学科内容：机器人与人工智能、航空航天研究、大数据与大规模科学计算、环境科学与工程

## 办学定位
- 高起点：以博士生培养为起点，适时开展本科生教育。
- 小而精：坚持发展“有限学科”。
- 研究型：主要开展基础性、前沿科学技术研究，着重培养拔尖创新人才。[29]

## 探索创新

###### 探索中国高等教育办学体制改革
该校由杭州西湖教育基金会筹集社会资源，实行董事会领导下的校长负责制。

###### 探索建立新型校企关系
秉承“大学和企业的根本目的都是是造福社会企业”的理念，实践这样的校企关系新模式。使得企业高精尖的科学家将能够在西湖大学里有兼职，大学教授可以很大程度上参与企业创新，但同时保证没有利益冲突。

###### 举办西湖高等教育论坛
西湖高等教育论坛是由西湖大学发起并举办的国际性论坛，计划自2018年起，每两年举办一届。
旨在鼓励学生交流，促进教职员工定期互访，推动跨学科联合研究，加强科研和学术合作，在各国法律框架内，鼓励学术自由。

## 声望与排名

### 自然指数排名（Nature Index）
| 年份 | 排名 | 榜单                                       |
| ---- | ---- | ------------------------------------------ |
| 2022 | 92   | 自然指数排名世界年轻大学 - 大专学府 - 中国 |
| 2023 | 75   | 自然指数排名世界年轻大学 - 大专学府 - 中国 |